# 木村太一
木村 太一（きむら たいち、1987年 - ）は、日本出身の映像作家、映画監督。

## 経歴
東京生まれ、ロンドン在住。
映画監督を目指し単身渡英、Bradfield College、St Martin's College（セイント·マーチンズ·カレッジ）、Lcc London Communication collegeにて映像制作を学ぶ。2015年に制作したGRADESの"KING”のミュージックビデオが イギリス最大のミュージックビデオ祭で最優秀ダンスミュージックにノミネート。 近年はUKのChase＆Statu、Kano、日本ではKing Gnuらのミュージックビデオを手掛けている。